# Löftet
Löftet (deutsch: ‚Das Versprechen‘) ist eine Oper in zwei Akten für neun Solisten, Chor und Orchester von Mats Larsson Gothe (Musik) mit einem Libretto von Susanne Marko. Sie wurde am 27. Januar 2022 an der Königlichen Oper in Stockholm uraufgeführt.

## Handlung

### Prolog
Das jüdische Paar Ava und Teo heiratet 1944 in Ungarn.

### Erster Akt
Teo und Ava wurden kurz nach der Hochzeit von den Nationalsozialisten in das KZ Auschwitz deportiert und voneinander getrennt. Ein Jahr später ist der Zweite Weltkrieg vorbei. Nach der Befreiung befindet sich Ava zusammen mit anderen Überlebenden auf einem Bahnhof. Sie sehnt sich nach Teo und ist fest entschlossen, ihn wiederzufinden. Auf dem Bahnsteig stößt sie mit Gustav zusammen, der es kaum erwarten kann, zu seiner Familie zurückzukehren. Im Gegensatz zu ihm hat Ava keine Verwandten mehr. Sie ist todunglücklich. In einer Vision begegnet sie ihren verstorbenen Angehörigen: der schönen Judith, dem Träumer Gabor, dem sprachbegabten Salomon, dem kleinen Schachspieler Stefan und dem Schneider Isaac. Sie leben nur noch in ihrer Erinnerung und bitten sie, sie nicht zu vergessen. Ava träumt von einem Wiedersehen mit ihrem geliebten Teo und wird beim Erwachen jäh in die Wirklichkeit zurückgerufen.
Auch in der Nacht sucht Ava weiterhin nach ihrem Mann. Sie fragt die von ihren Erlebnissen traumatisierte Maria nach ihm, doch deren Gedanken kreisen nur um ihre eigenen Erfahrungen. Maria macht Ava keine Hoffnung auf ein Wiedersehen mit Teo. Er sei sicher ebenso tot wie ihr eigener Bruder und sie selbst. Auch Ava sei bereits tot, sie wisse es nur noch nicht. Erneut erscheinen die Toten: Ester erzählt von ihrem Mann und ihrem Sohn Ivan, den sie vor der Deportation auf der Straße zurückließen – in der vergeblichen Hoffnung, dass wenigstens er überleben werde. Ava schläft ein.
Der Wachmann Fritz vertreibt Ava von ihrem Schlafplatz. Als sie erwacht, halluziniert sie von einer Misshandlung durch Uniformierte. Sie versucht, einen Zug zu betreten, wird aber von Fritz daran gehindert. Sie lässt ihn glauben, sie wolle sich von ihm verführen lassen, und darf den Zug betreten, um sich zu waschen. Der Zug fährt ab, und Ava triumphiert.
Noch einmal erscheinen Ava die Toten, und sie hat das Gefühl, die Ewigkeit würde auf sie warten. Dann trifft sie auf den im Zug schlafenden David, der erwacht und sie um Essen bittet. David leidet unter schweren Schuldgefühlen: Er hat einem Jungen Brot und einem im Schnee gefallenen Mann die Schuhe gestohlen, der anschließend erfroren ist. Er legt sich wieder hin und sieht im Traum, wie seine Schwester von den Nazis verschleppt wird und ihn vergeblich um Hilfe ruft. Ein Chor Überlebender klagt über die Last der Schuld. Ava weckt David und versucht, ihn zu beruhigen. Er umarmt sie dankbar, verwechselt sie dann aber mit seiner Frau und wird immer leidenschaftlicher, bis sich Ava nicht mehr befreien kann. Ein Mädchen erscheint und steht ihr bei. David springt verzweifelt aus dem fahrenden Zug. Nachdem Ava ihren ersten Schreck überwunden hat, erscheinen erneut die Toten. Sie gibt sich selbst die Schuld an Davids Tod.

### Zweiter Akt
Ava und das Mädchen, Rosa, kommen ins Gespräch und gewinnen allmählich Vertrauen zueinander. Ava bedankt sich für ihre Rettung, und Rosa teilt ihr Essen mit ihr. Sie schwelgt in Erinnerungen an das Hühnchenrezept ihrer Mutter. Schmerzhaftere Erinnerungen folgen: Als die Nazis kamen, um ihren Bruder Josef und ihre Mutter Elisabeth abzuholen, musste sich die achtjährige Rosa hilflos in einem Schrank verstecken, während ihre Mutter mit Josef floh. Sie hat die beiden nie wiedergesehen. Ava verspricht Rosa, dass sie sich um sie kümmern werde, doch Rosa will nichts davon wissen.
Gegen Ende der Nacht träumt Ava von ihrer weiteren Suche nach Teo: Sie fragt überall nach ihm; die Lebenden ignorieren sie; die Toten hingegen erzählen ihre eigenen Geschichten. Ava schreit im Schlaf und wird von Rosa geweckt, die ihr Mut für die weitere Suche macht und ihr dabei helfen will. Sie schläft wieder ein und träumt von ihrem Wiedersehen mit Teo.
Endlich findet Ava ihren Mann. Er hat allerdings kaum noch Lebenswillen und hält sie für ein Traumgebilde. Erst als sie von ihrer Liebe spricht, wagt er es, sie anzusehen, und kann die Wirklichkeit akzeptieren.

### Epilog
Ava, Teo und Rosa sowie die Lebenden und die Toten vergleichen die Zeit mit einem bodenlosen Brunnen, dem alle Menschen entstammen: „Das ganze Meer ist in einem einzigen Tropfen enthalten und in jedem Menschen die gesamte Menschheit.“

## Gestaltung
Für die Musiksprache seiner Oper suchte Gothe nach einem spezifisch jüdischen Ton. Er entschied sich für einen Nusach der Synagogengesänge. Weitere Anregungen erhielt er durch die Sängerin Sofia Berg-Böhm und ihrer Gruppe Sirocco. Um zu vermeiden, dass die Oper zu einem langen Rezitativ wird, nutzten die Autoren auch weitere klassische Formen wie Arien, ein Duett und ein Terzett.
Der Chor ist aufgeteilt in einen Chor der Lebenden und einen Chor der Toten. Die beiden Gruppen unterscheiden sich auch musikalisch. Der Chor der Überlebenden basiert stark auf den tiefen Männerstimmen, ist von dunkler Chromatik geprägt, hat einen klagenden Charakter und nutzt Skalen der jüdischen Musik. Der Chor der Toten hingegen stützt sich auf die Frauenstimmen. Er ist heller im Klang, sehr rein und diatonisch. Als Anfangsintervall nutzte Gothe häufig eine Quinte. Um den Chor Individualität zu verleihen, treten immer wieder einzelne Chorsolisten hervor.

### Orchester
Die Orchesterbesetzung der Oper umfasst die folgenden Instrumente:
- Holzbläser: zwei Flöten, zwei Oboen, zwei Klarinetten, zwei Fagotte
- Blechbläser: vier Hörner, zwei Trompeten, drei Posaunen, Tuba
- Pauken, Schlagzeug (zwei Spieler)
- Harfe
- Streicher
- Klavier, Celesta

## Werkgeschichte
Löftet ist die sechste Oper des 1965 geborenen schwedischen Komponisten Mats Larsson Gothe. Er komponierte sie im Auftrag der Königlichen Oper Stockholm. Das Libretto stammt von Susanne Marko. Es hat einen autobiografischen Hintergrund: Markos Eltern, die 1944 in Ungarn geheiratet hatten, wurden wenig später nach Auschwitz deportiert und voneinander getrennt. Sie hatten ein Jahr lang keinen Kontakt zueinander. Ihr Vater wurde etwas früher als ihre Mutter befreit und begann sofort mit der Suche nach ihr. Er durchsuchte in zufälliger Reihenfolge einen Zug nach dem anderen, bis er auf dem Bahnsteig jemanden fand, der sie in einem Ambulanz-Wagen gesehen hatte. Sie war schwer an Typhus erkrankt und lag bereits im Sterben. Im Libretto vertauschte Marko die Rollen, sodass hier die Frau nach ihrem Mann sucht.
Die Uraufführung fand am 27. Januar 2022 statt, dem Internationalen Tag des Gedenkens an die Opfer des Holocaust. Die musikalische Leitung hatte Alan Gilbert. Die Inszenierung stammte von Stefan Larsson, die Bühne von Sven Haraldsson (Bühne), die Kostüme von Nina Sandström, das Lichtdesign von Torben Lendorph (Licht) und die Videos von Andrea Grettve. Es sangen Hanna Husáhr (Ava), Agnes Auer (Rosa), Karl-Magnus Fredriksson (Teo), Niklas Björling Rygert (Gustav), Susann Végh (Maria), Kristian Flor (Fritz), Clifford Lewis (Josef), Jesper Taube (David) und Karolina Blixt (Elisabeth).
Der Rezensent der Zeitschrift Opernwelt fand es schwierig, eine passende Gattungsbezeichnung für das Werk zu finden, da ihm „das Eklektisch-Rhapsodische, gewissermaßen Formlos-Episodische eingeschrieben“ sei. Seiner Meinung nach passe einer der Begriffe „Choroper“ oder „Oratorium“ am besten. Die Chorpassagen fand er am überzeugendsten, doch auch die Solostimmen seien mit „größter Empfindsamkeit behandelt“ worden. Problematisch sei die „Langatmigkeit und strukturelle Beliebigkeit“ und ein „überaus flache[r] Spannungsbogen“, der nur durch die Chorstellen und in einem „Danse macabre“ unterbrochen werde. Die Inszenierung empfand er als hilflos, sodass sich am Ende insgesamt der Eindruck ergab, „es handle sich bei ‚Löftet‘ um kaum mehr als einen gut gemeinten Versuch, des schwierigen Themas habhaft zu werden“. Der Rezensent von Bachtrack kam zu einem anderen Urteil. Er lobte besonders die Leistung von Hanna Husáhr, der Sängerin der Ava. Die Bühne sei „übersichtlich suggestiv[]“ gewesen. Er resümierte: „Das Versprechen, das diese notwendige, in ihrer Synthese von Bekanntem und Experimentellen überzeugende Oper einfordert ist, dass wir als nachfolgende Generationen das im Holocaust zugefügte Leid nie vergessen werden. Löftet verdient mit dieser Botschaft, seinen bezaubernden Arien und großartig mitreißender Musik ein internationales Publikum.“

## Aufnahmen
- 27. Januar 2022 – Alan Gilbert (Dirigent), Stefan Larsson (Inszenierung), Sven Haraldsson (Bühne), Nina Sandström (Kostüme), Torben Lendorph (Licht), Katarina Aronsson (Dramaturgie), Andrea Grettve (Video-Direktor), Orchester und Chor der Königlichen Oper Schweden.
 Hanna Husáhr (Ava), Agnes Auer (Rosa), Karl-Magnus Fredriksson (Teo), Niklas Björling Rygert (Gustav), Susann Végh (Maria), Kristian Flor (Fritz), Clifford Lewis (Josef), Jesper Taube (David), Karolina Blixt (Elisabeth).
 Video; Live-Übertragung der Uraufführung aus Stockholm.
 Videostream bei Operavision.[6]